# Contea di Siaya

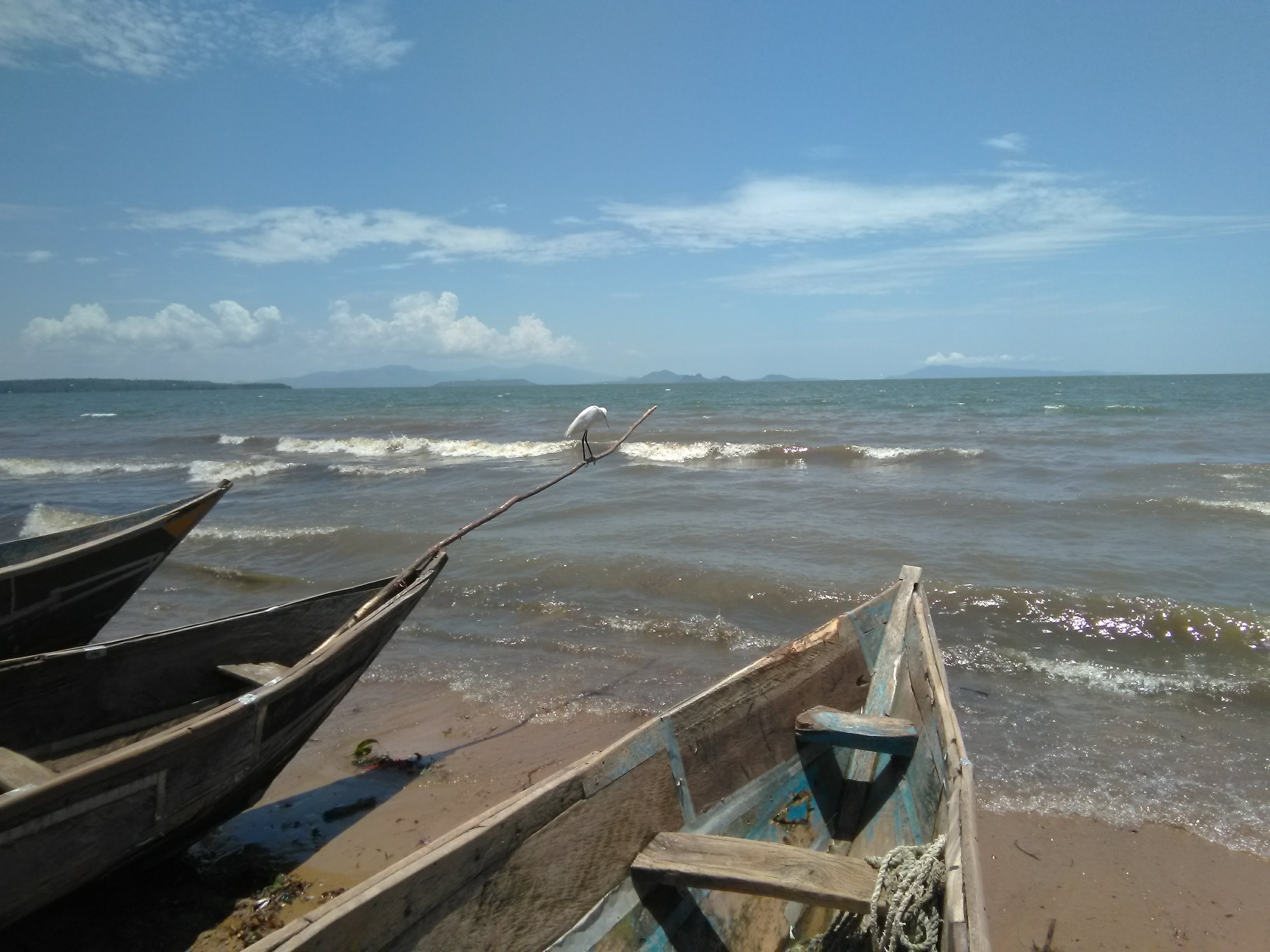
Barche di pescatori sulla spiaggia di Uyoma

La Contea di Siaya è una della 47 contee del Kenya situata nella ex Provincia di Nyanza. Al censimento del 2019 ha una popolazione di 993.183 abitanti. Il capoluogo della contea è Siaya. Altre città importanti sono: Ukwala, Bondo, Ugunja e Yala.